# Martin Bartenstein
Martin Bartenstein (ur. 3 czerwca 1953 w Grazu) – austriacki polityk i przedsiębiorca, działacz Austriackiej Partii Ludowej (ÖVP), parlamentarzysta, w latach 1995–2008 minister w różnych resortach.

## Życiorys
W 1978 ukończył chemię na Uniwersytecie w Grazu. Od tegoż roku zawodowo związany z koncernem farmaceutycznym Lannacher Heilmittel GmbH. W 1986 założył także własne przedsiębiorstwo Genericon, a w 2009 został dyrektorem zarządzającym spółki Gerot-Lannach Holding GmbH. Od 1988 do 1992 przewodniczył Junge Industrie, organizacji młodych przedsiębiorców.
Działacz Austriackiej Partii Ludowej, był m.in. rzecznikiem partii ds. przemysłu i wiceprzewodniczącym regionalnych struktur w Styrii. W 1991 po raz pierwszy objął mandat posła do Rady Narodowej. Z powodzeniem ubiegał się o reelekcję w wyborach w 1994, 1995, 1999, 2002, 2006 i 2008, zasiadając w niższej izbie austriackiego parlamentu (z przerwami na pełnienie funkcji rządowych) do 2013.
Od listopada 1994 do maja 1995 był sekretarzem stanu w resorcie gospodarki i transportu. Następnie nieprzerwanie do grudnia 2008 wchodził jako minister w skład kolejnych rządów, którymi kierowali Franz Vranitzky, Viktor Klima, Wolfgang Schüssel i Alfred Gusenbauer. Zajmował stanowisko ministra środowiska (od maja 1995), ministra środowiska, młodzieży i rodziny (od maja 1996), ministra do spraw gospodarczych (od lutego 2000) oraz ministra gospodarki i pracy (od kwietnia 2000).